# Tinturas medicinales
Las tinturas medicinales son extractos líquidos de los principios activos de partes de las plantas medicinales u otras sustancias como el propóleo o el yodo. Se utilizan como fármacos. La extracción se basa en el proceso de maceración. Por lo general, como vehículos excipientes del extracto se utiliza alcohol o agua, o una combinación de ambos, llamándose en este caso extracto hidroalcohólico..
En ocasiones también son usados licores con un grado alto de alcohol como excipientes, tales como: vino, vodka, aguardiente, pisco o ginebra de buena calidad.
La preparación se hace de manera muy sencilla: por remojo o por maceración.

## Precaución
Se debe tener mucho cuidado al comprar los alcoholes y/o los licores utilizados para la elaboración de tinturas, pues si se compran en lugares no confiables, que no cumplan las normas legales pueden tratarse de licor adulterado que puede contener con  alcohol metílico que causa daños muy graves al ser humano (desde la ceguera hasta la muerte). No se debe consumir alcohol etílico desnaturalizado; alcohol metílico ni alcohol isopropílico porque son tóxicos.